# Movimento pela Emancipação do Proletariado
O Movimento pela Emancipação do Proletariado (MEP) foi uma organização clandestina de esquerda, de orientação marxista, atuante no Brasil entre anos 1970 e 1980.

## Origens (1970-1976)
O 1o Congresso do MEP, de fundação, foi realizado em Itaipava (RJ) no início de 1976 por iniciativa de um grupo preexistente denominado Fração Bolchevique. A Fração não aderiu a luta armada e surgiu em 1970 como dissidência da Organização de Combate Marxista Leninista-Política Operária (OCML-PO), formada no mesmo ano. Reivindicando a mesma orientação política da PO, crítica ao foquismo, mas discordando do modo como era implementada na prática, apostava na formação de lideranças operárias e no fortalecimento do movimento de massas como estratégia de luta contra a ditadura.

## Orientação política
Além da crítica ao foquismo, a Fração Bolchevique, e depois o MEP, reivindicavam também uma interpretação da realidade brasileira e uma estratégia política consubstanciadas no Programa Socialista para o Brasil (1967), elaborado pela Organização Revolucionária Marxista Política Operária (ORM-Polop) - grupo constituído em 1962, a partir do qual surgiu, posteriormente, a OCML-PO e, desta, a Fração Bolchevique. Essa referência acaba por localizar o MEP numa tradição política da esquerda brasileira que caracteriza a estrutura do país como capitalista dependente e a revolução como imediatamente socialista.
Essa concepção diferenciava o MEP e outras organizações do Partido Comunista Brasileiro (PCB) e do Partido Comunista do Brasil (PCdoB), que apontavam o atraso do capitalismo brasileiro como resultante de uma transição incompleta, cuja conclusão - tida como necessária à implentação posterior do socialismo - se daria a partir de uma aliança da classe trabalhadora com a burguesia nacional (formulação conhecida como etapismo, um dos pilares do stalinismo).
Em função da crítica a tais posicionamentos, e apesar de nunca ter assumido essa definição, o MEP foi identificado por alguns como uma organização trotskista. O que se deve, também à proximidade de seus militantes exilados na Europa nos 1970 – articulados em torno do jornal Campanha – com a Liga Comunista Revolucionária (LCR) francesa. Em termos teóricos, todavia, o MEP se apoia nas contribuições do austríaco August Thalheimer, difundidas no Brasil por Eric Sachs a partir da Polop, e componente de um campo no marxismo conhecido como comunismo de esquerda.

## Trajetória (1976-1985)
Ao longo de toda sua trajetória, publicou o periódico clandestino Nova Luta e, entre 1979 e 1981, o jornal Companheiro. Inicialmente implantado no movimento estudantil no Rio de Janeiro, posteriormente consolidou-se no Pará, Espírito Santo, Minas Gerais e São Paulo, entre outros estados, consolidando sua atuação também junto ao movimento sindical docente e a movimentos de bairro. Adquiriu visibilidade com a onda de prisões ocorridas em São Paulo e no Rio de Janeiro entre junho e agosto de 1977, quando foi detectado pelos órgãos de repressão. Desde o início, participou do movimento pela formação do Partido dos Trabalhadores (PT), caracterizado como uma frente legal de organizações hegemonizado pelo reformismo e no interior da qual seria possível o reagrupamento da esquerda revolucionária.
Divergente em relação a esta caracterização, um grupo de militantes se desliga do MEP no contexto de realização de seu 2o Congresso, em 1982, diluindo-se no PT. Em 1984, uma parcela dos militantes de Minas Gerais também abandona o grupo, incorporando-se ao processo de formação do Partido Revolucionário Comunista (PRC). Em crise, o MEP intensificou sua política de aproximação com outras organizações, o que, em 1985, resultou na fusão com a Organização Comunista Democracia Proletária (OCDP), formada a partir de remanescentes da Ação Popular Marxista-Leninista (APML); e com o Partido Comunista do Brasil-Ala Vermelha (PCdoB-AV), dando origem ao Movimento Comunista Revolucionário (MCR).

## Desdobramentos pós-1985
O MCR, em 1989, converte-se na Força Socialista, uma tendência interna do PT. Tendência que em 2004, por sua vez, dá origem à Ação Popular Socialista (APS), a qual se desliga do PT no ano seguinte e adere ao Partido Socialismo e Liberdade (PSOL).

## Arquivo histórico
Parte do arquivo histórico do grupo encontra-se disponível para pesquisa no Centro Sérgio Buarque de Holanda da Fundação Perseu Abramo.